# Dowództwo Połączonych Sił Sojuszniczych Europy Centralnej AFCENT
Dowództwo Połączonych Sił Sojuszniczych Europy Centralnej (ang. Allied Command Channel AFCENT) – nieistniejące już jedno z dowództw operacyjnych NATO.

## Formowanie i zmiany organizacyjne

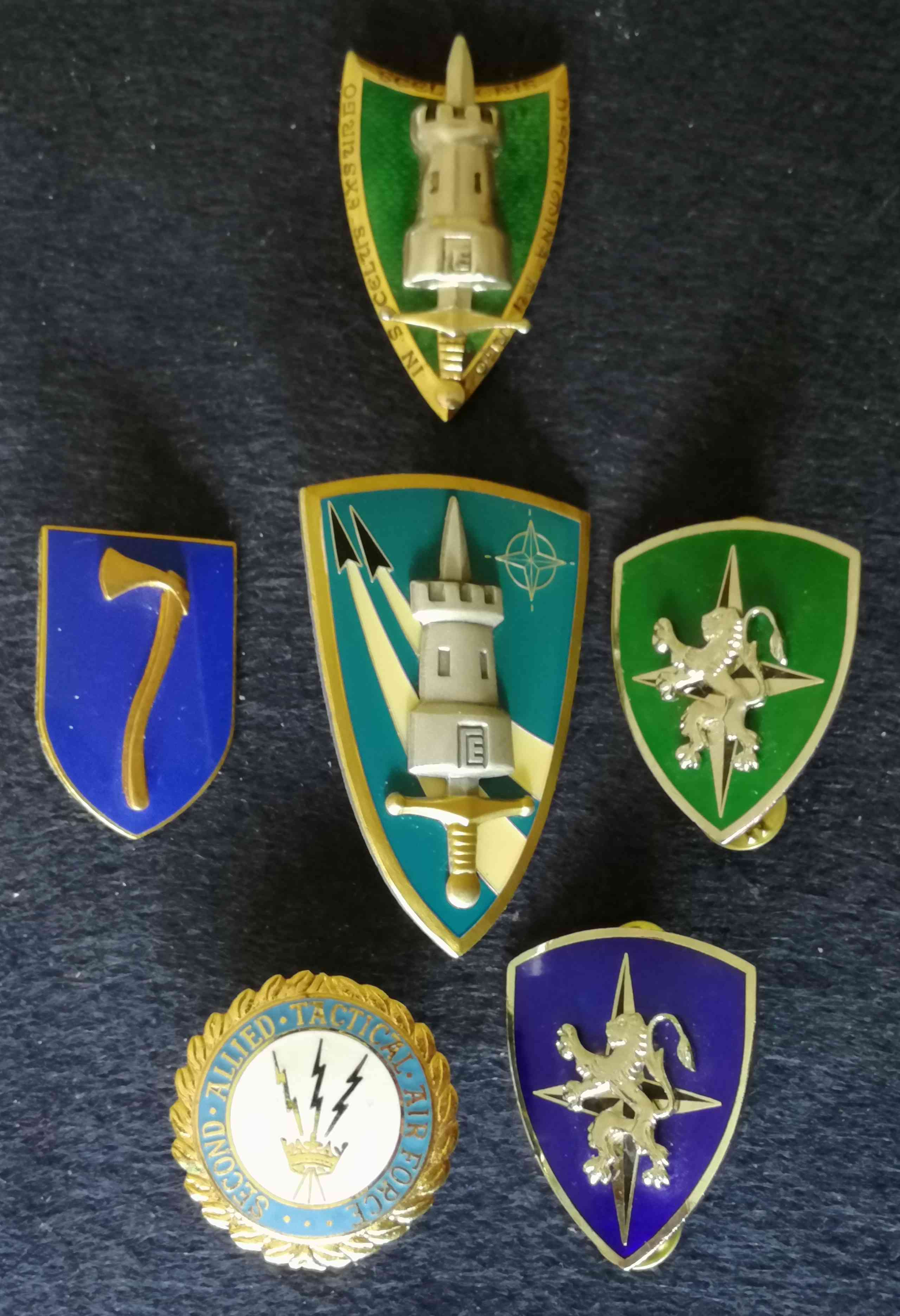
Odznaki dowodzenia NATO AFNORTH w latach 80

W kwietniu 1951 generał Dwight Eisenhower podpisał rozkaz powołujący Naczelne Dowództwo Połączonych Sił Sojuszniczych NATO w Europie (ACE). 

Obszar Europy podzielono na trzy teatry działań wojennych:
- Północnoeuropejski Teatr Działań Wojennych
- Centralny (Środkowoeuropejski) Teatr Działań Wojennych
- Południowoeuropejski Teatr Działań Wojennych

Ze względu na duże różnice stanowisk pomiędzy USA, Wielką Brytanią i Francją, a dotyczące relacji i podległości sił na Centralnym TDW, dowodził nimi osobiście generał Eisenhower. Na tym TDW podlegali mu bezpośrednio:
- dowódca Połączonych Sił Powietrznych Europy Centralnej (CINCAIRCENT)
- dowódca Połączonych Sił Lądowych Europy Centralnej (CINCLANDCENT)
- flagowy oficer Europy Centralnej (FLAGCENT)

W 1953 roku nastąpiła pierwsza restrukturyzacja dowództw w Europie. Dowództwa Połączonych Sił Sojuszniczych Europy Północnej i Południowej pozostawiono bez zmian, ale odtworzono Dowództwo Połączonych Sił Sojuszniczych Europy Centralnej (AFCENT) i  podporządkowano mu Dowództwo Połączonych Sił Powietrznych, Sił Morskich i Sił Lądowych Europy Centralnej. Dowództwo podlegało Naczelnemu Dowódcy Połączonych Sił Sojuszniczych NATO w Europie SACEUR.

Struktura AFCENT w 1953
- Dowództwo Połączonych Sił Lądowych Europy Centralnej LANDCENT – Fontainebleau (Francja)
- Dowództwo Połączonych Sił Morskich Europy Centralnej – Fontainebleau
- Dowództwo Połączonych Sił Powietrznych Europy Centralnej – Fontainebleau

Struktura AFCENT w 1957
- Dowództwo Połączonych Sił Lądowych Europy Centralnej – Fontainebleau (Francja)
  - Dowództwo Centralnej Grupy Armii CENTAG – Heidelberg (RFN)
  - Dowództwo Północnej Grupy Armii NORTHAG – Mönchengladbach (RFN)
- Dowództwo Połączonych Sił Morskich Europy Centralnej – Fontainebleau
  - Dowództwo Połączonych Sił Morskich Północnego Obszaru Europy Centralnej (NAVNORCENT)
  - Dowództwo Połączonych Sił Morskich Podobszaru Morza Północnego Obszaru Europy Centralnej (NORDSEACENT)
- Dowództwo Połączonych Sił Powietrznych Europy Centralnej – Fontainebleau
  - 2 Połączone Taktyczne Siły Powietrzne 2 ATAF – Mönchengladbach (RFN)
  - 4 Połączone Taktyczne Siły Powietrzne 4 ATAF – Ramstein (RFN)

Wycofanie sił francuskich spowodowało zmiany organizacyjne na Europejskim Centralnym TDW. Rozwiązano Dowództwo Połączonych Sił Lądowych Europy Centralnej LANDCENT i Dowództwo Połączonych Sił Powietrznych Europy Centralnej AIRCENT. Podległe im siły podporządkowano bezpośrednio Dowódcy Połączonych Sił Sojuszniczych Europy Centralnej AFCENT.
Struktura AFCENT w 1966
- Dowództwo Połączonych Sił Sojuszniczych Europy Centralnej – Brunssum (RFN)
  - Dowództwo Centralnej Grupy Armii – Heidelberg (RFN)
  - 4 Połączone Taktyczne Siły Powietrzne 4 ATAF – Ramstein (RFN)
  - Dowództwo Północnej Grupy Armii – Mönchengladbach (RFN)
  - 2 Połączone Taktyczne Siły Powietrzne 2 ATAF – Mönchengladbach (RFN)

W 1974 utworzono ponownie Połączone Dowództwo Sił Powietrznych Europy Centralnej (Allied Air Forces Central Europe AAFCE), któremu podporządkowano ponownie 2 i 4 PTSP. Od tego momentu AFCENT podlegały trzy dowództwa (PSCs): NORTHAG, CENTAG i nowo utworzone dowództwo AAFCE.
Struktura AFCENT w 1974
- Dowództwo Połączonych Sił Sojuszniczych Europy Centralnej  – Brunssum (Holandia)
  - Dowództwo Północnej Grupy Armii NORTHAG – Mönchengladbach
  - Dowództwo Centralnej Grupy Armii CENTAG – Heidelberg
  - Połączone Dowództwo Sił Powietrznych Europy Centralnej AAFCE – Ramstein (RFN)
    - 2 Połączone Taktyczne Siły Powietrzne – Mönchengladbach (RFN)
    - 4 Połączone Taktyczne Siły Powietrzne – Ramstein (RFN)

Struktura AFCENT w 1989
- Odznaki dowodzenia NATO AFNORTH w latach 80Dowództwo Połączonych Sił Sojuszniczych Europy Centralnej – Brunssum (Holandia)
  - Dowództwo Północnej Grupy Armii NORTHAG – Mönchengladbach
    - 1 Korpus Armijny Holandii – Apeldoorn (Holandia)
    - 1 Korpus Armijny RFN – Münster (RFN)
    - 1 Korpus Armijny Wielkiej Brytanii – Bielefeld (RFN)
    - 1 Korpus Armijny Belgii – Kolonia (RFN)
    - 3 Korpus Armijny USA – Fort Hood (USA) wzmocnienie)

  - Dowództwo Centralnej Grupy Armii CENTAG – Heidelberg
    - 2 Korpus Armijny RFN – Ulm
    - 5 Korpus Armijny USA – Frankfurt (RFN)
    - 7 Korpus Armijny USA – Stuttgart (RFN)
    - 3 Korpus Armijny RFN – Koblencja
- 4 ZGB (Kanada) (było w 1987[10])
  - Dowództwo Połączonych Sił Powietrznych Europy Centralnej AAFC – Ramstein (RFN)
    - 2 Połączone Taktyczne Siły Powietrzne – Mönchengladbach (RFN)
    - 4 Połączone Taktyczne Siły Powietrzne – Ramstein (RFN)
    - 3 Armia Lotnictwa Taktycznego  USA – Mildehall (WB) (wzmocnienie)

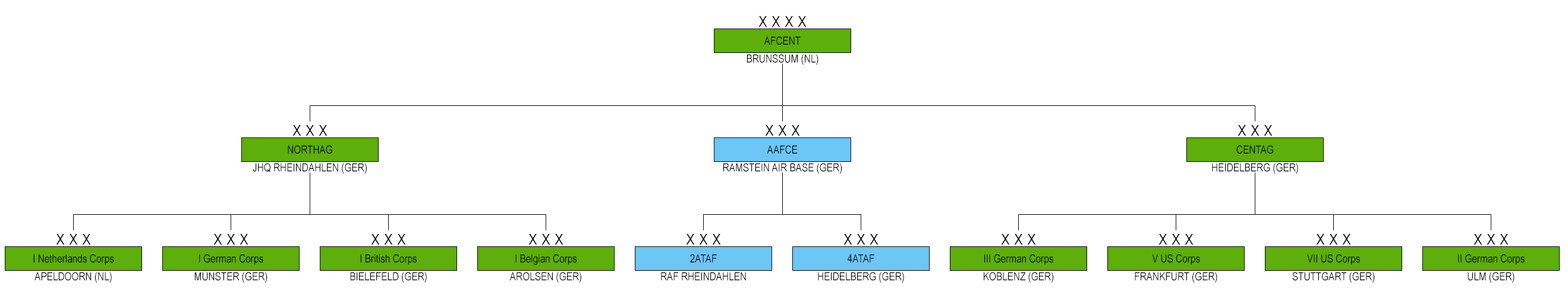
Struktura AFCENT w1989

## Przekształcenia
W wyniku kolejnych zmian strukturalnych dowodzenia NATO, w 1999 Dowództwo Połączonych Sił Sojuszniczych Europy Centralnej AFCENT, przeformowane zostało w Regionalne Dowództwo RC NORTH w Brunssum.
12 czerwca 2003, ministrowie obrony NATO zaakceptowali nową strukturę dowodzenia Sojuszu. Ważnym jej elementem była koncepcja oparcia systemu dowodzenia na kryteriach funkcjonalności, a nie na tradycyjnym podziale geograficznym. 1 lipca 2004 rozwiązano Dowództwo Połączonych Sił Sojuszniczych Europy Północnej AFNORTH i utworzono Dowództwo Połączonych Sił Sojuszniczych w Brunssum (Allied Joint Force Command Headquarters Brunssum JFC HQ BRUNSSUM). Zreformowane dowództwo główne podporządkowano Dowództwu Sił Sojuszniczych NATO ds. Operacji ACO.